# Keisuke Tsuboi
Keisuke Tsuboi 坪井 慶介 (Tokyo, 16 settembre 1979) è un ex calciatore giapponese, di ruolo difensore.

## Carriera
Durante il percorso scolastico e accademico, ha giocato per la scuola superiore Yokkaichi Chūō Industrial High School e per l'università di Fukuoka. Ha rappresentato il Giappone nell'Universiade del 2001 di Pechino, dove la squadra giapponese vinse il titolo battendo nella finale l'Ucraina.
Nel 2002, dopo la laurea, ha giocato con la prima squadra degli Urawa Red Diamonds. La sua prima partita con questa compagine fu quella del 3 marzo 2002 contro la Yokohama F. Marinos. Segnò il suo primo gol in prima squadra il 17 maggio 2003 contro la Gamba Osaka. Nel 2002 vinse il premio come giovane giocatore dell'anno della J1 League e fu selezionato come uno dei migliori undici del 2003.
L'8 febbraio 2008 annunciò il ritiro dal calcio internazionale.
A dicembre 2014 lasciò la Urawa Red Diamonds, per giocare con la Shonan Bellmare.

## Statistiche

### Cronologia presenze e reti in Nazionale
| Squadra  | Competizione                             | Presenze Titolare + Sostituto | Gol | Piazzamento |
| -------- | ---------------------------------------- | ----------------------------- | --- | ----------- |
| Giappone | Confederations Cup 2003                  | 3 3 + 0                       | 0   | 1º Turno    |
| Giappone | Confederations Cup 2005                  | 0 0 + 0                       | 0   | 1º Turno    |
| Giappone | Qualificazioni Coppa del Mondo FIFA 2006 | 3 3 + 0                       | 0   | Qualificato |
| Giappone | Coppa del Mondo FIFA 2006                | 2 2 + 0                       | 0   | 1º Turno    |
| Giappone | Qualificazioni Coppa asiatica AFC 2007   | 3 3 + 0                       | 0   | Qualificato |

| Cronologia completa delle presenze e delle reti in nazionale ― Giappone | Cronologia completa delle presenze e delle reti in nazionale ― Giappone | Cronologia completa delle presenze e delle reti in nazionale ― Giappone | Cronologia completa delle presenze e delle reti in nazionale ― Giappone | Cronologia completa delle presenze e delle reti in nazionale ― Giappone | Cronologia completa delle presenze e delle reti in nazionale ― Giappone | Cronologia completa delle presenze e delle reti in nazionale ― Giappone | Cronologia completa delle presenze e delle reti in nazionale ― Giappone |
| Data                                                                    | Città                                                                   | In casa                                                                 | Risultato                                                               | Ospiti                                                                  | Competizione                                                            | Reti                                                                    | Note                                                                    |
| ----------------------------------------------------------------------- | ----------------------------------------------------------------------- | ----------------------------------------------------------------------- | ----------------------------------------------------------------------- | ----------------------------------------------------------------------- | ----------------------------------------------------------------------- | ----------------------------------------------------------------------- | ----------------------------------------------------------------------- |
| 11-6-2003                                                               | Saitama                                                                 | Giappone                                                                | 0 – 0                                                                   | Paraguay                                                                | Amichevole                                                              | -                                                                       |                                                                         |
| 18-6-2003                                                               | Saint-Denis                                                             | Nuova Zelanda                                                           | 0 – 3                                                                   | Giappone                                                                | Conf. Cup 2003 - 1º turno                                               | -                                                                       |                                                                         |
| 20-6-2003                                                               | Saint-Étienne                                                           | Francia                                                                 | 2 – 1                                                                   | Giappone                                                                | Conf. Cup 2003 - 1º turno                                               | -                                                                       |                                                                         |
| 22-6-2003                                                               | Saint-Étienne                                                           | Giappone                                                                | 0 – 1                                                                   | Colombia                                                                | Conf. Cup 2003 - 1º turno                                               | -                                                                       |                                                                         |
| 20-8-2003                                                               | Tokyo                                                                   | Giappone                                                                | 3 – 0                                                                   | Nigeria                                                                 | Amichevole                                                              | -                                                                       |                                                                         |
| 10-9-2003                                                               | Niigata                                                                 | Giappone                                                                | 0 – 1                                                                   | Senegal                                                                 | Amichevole                                                              | -                                                                       |                                                                         |
| 11-10-2003                                                              | Bucarest                                                                | Romania                                                                 | 1 – 1                                                                   | Giappone                                                                | Amichevole                                                              | -                                                                       |                                                                         |
| 19-11-2003                                                              | Ōita                                                                    | Giappone                                                                | 0 – 0                                                                   | Camerun                                                                 | Amichevole                                                              | -                                                                       |                                                                         |
| 4-12-2003                                                               | Tokyo                                                                   | Giappone                                                                | 2 – 0                                                                   | Cina                                                                    | Coppa dell'Asia orientale 2003                                          | -                                                                       |                                                                         |
| 7-12-2003                                                               | Saitama                                                                 | Giappone                                                                | 1 – 0                                                                   | Hong Kong                                                               | Coppa dell'Asia orientale 2003                                          | -                                                                       |                                                                         |
| 10-12-2003                                                              | Yokohama                                                                | Giappone                                                                | 0 – 0                                                                   | Corea del Sud                                                           | Coppa dell'Asia orientale 2003                                          | -                                                                       |                                                                         |
| 7-2-2004                                                                | Kashima                                                                 | Giappone                                                                | 4 – 0                                                                   | Malaysia                                                                | Amichevole                                                              | -                                                                       | 63’                                                                     |
| 12-2-2004                                                               | Tokyo                                                                   | Giappone                                                                | 2 – 0                                                                   | Iraq                                                                    | Amichevole                                                              | -                                                                       |                                                                         |
| 18-2-2004                                                               | Saitama                                                                 | Giappone                                                                | 1 – 0                                                                   | Oman                                                                    | Qual. Mondiali 2006                                                     | -                                                                       |                                                                         |
| 31-3-2004                                                               | Singapore                                                               | Singapore                                                               | 1 – 2                                                                   | Giappone                                                                | Qual. Mondiali 2006                                                     | -                                                                       |                                                                         |
| 25-4-2004                                                               | Zalaegerszeg                                                            | Ungheria                                                                | 3 – 2                                                                   | Giappone                                                                | Amichevole                                                              | -                                                                       |                                                                         |
| 28-4-2004                                                               | Praga                                                                   | Rep. Ceca                                                               | 0 – 1                                                                   | Giappone                                                                | Amichevole                                                              | -                                                                       |                                                                         |
| 30-5-2004                                                               | Manchester                                                              | Islanda                                                                 | 2 – 3                                                                   | Giappone                                                                | Amichevole                                                              | -                                                                       | 46’                                                                     |
| 1-6-2004                                                                | Manchester                                                              | Inghilterra                                                             | 1 – 1                                                                   | Giappone                                                                | Amichevole                                                              | -                                                                       |                                                                         |
| 9-6-2004                                                                | Saitama                                                                 | Giappone                                                                | 7 – 0                                                                   | India                                                                   | Qual. Mondiali 2006                                                     | -                                                                       |                                                                         |
| 9-7-2004                                                                | Hiroshima                                                               | Giappone                                                                | 3 – 1                                                                   | Slovacchia                                                              | Amichevole                                                              | -                                                                       | 47’                                                                     |
| 29-1-2005                                                               | Yokohama                                                                | Giappone                                                                | 4 – 0                                                                   | Kazakistan                                                              | Amichevole                                                              | -                                                                       | 88’                                                                     |
| 22-5-2005                                                               | Niigata                                                                 | Giappone                                                                | 0 – 1                                                                   | Perù                                                                    | Amichevole                                                              | -                                                                       |                                                                         |
| 27-5-2005                                                               | Tokyo                                                                   | Giappone                                                                | 0 – 1                                                                   | Emirati Arabi Uniti                                                     | Amichevole                                                              | -                                                                       | 72’                                                                     |
| 3-8-2005                                                                | Daejeon                                                                 | Giappone                                                                | 2 – 2                                                                   | Cina                                                                    | Coppa dell'Asia orientale 2005                                          | -                                                                       |                                                                         |
| 7-8-2005                                                                | Taegu                                                                   | Corea del Sud                                                           | 0 – 1                                                                   | Giappone                                                                | Coppa dell'Asia orientale 2005                                          | -                                                                       | 60’                                                                     |
| 8-10-2005                                                               | Riga                                                                    | Lettonia                                                                | 2 – 2                                                                   | Giappone                                                                | Amichevole                                                              | -                                                                       | 76’                                                                     |
| 12-10-2005                                                              | Kiev                                                                    | Ucraina                                                                 | 1 – 0                                                                   | Giappone                                                                | Amichevole                                                              | -                                                                       | 89’                                                                     |
| 18-2-2006                                                               | Shizuoka                                                                | Giappone                                                                | 2 – 0                                                                   | Finlandia                                                               | Amichevole                                                              | -                                                                       |                                                                         |
| 30-3-2006                                                               | Oita                                                                    | Giappone                                                                | 1 – 0                                                                   | Ecuador                                                                 | Amichevole                                                              | -                                                                       |                                                                         |
| 13-5-2006                                                               | Saitama                                                                 | Giappone                                                                | 0 – 0                                                                   | Scozia                                                                  | Amichevole                                                              | -                                                                       | 50’                                                                     |
| 30-5-2006                                                               | Leverkusen                                                              | Germania                                                                | 2 – 2                                                                   | Giappone                                                                | Amichevole                                                              | -                                                                       |                                                                         |
| 4-6-2006                                                                | Mönchengladbach                                                         | Giappone                                                                | 1 – 0                                                                   | Malta                                                                   | Amichevole                                                              | -                                                                       | 46’                                                                     |
| 12-6-2006                                                               | Kaiserslautern                                                          | Australia                                                               | 3 – 1                                                                   | Giappone                                                                | Mondiali 2006 - 1º turno                                                | -                                                                       | 56’                                                                     |
| 22-6-2006                                                               | Dortmund                                                                | Brasile                                                                 | 4 – 1                                                                   | Giappone                                                                | Mondiali 2006 - 1º turno                                                | -                                                                       |                                                                         |
| 9-8-2006                                                                | Tokyo                                                                   | Giappone                                                                | 2 – 0                                                                   | Trinidad e Tobago                                                       | Amichevole                                                              | -                                                                       | 60’                                                                     |
| 16-8-2006                                                               | Niigata                                                                 | Giappone                                                                | 2 – 0                                                                   | Yemen                                                                   | Qual. Coppa d'Asia 2007                                                 | -                                                                       |                                                                         |
| 3-9-2006                                                                | Jeddah                                                                  | Arabia Saudita                                                          | 1 – 0                                                                   | Giappone                                                                | Qual. Coppa d'Asia 2007                                                 | -                                                                       |                                                                         |
| 6-9-2006                                                                | Sana'a                                                                  | Yemen                                                                   | 0 – 1                                                                   | Giappone                                                                | Qual. Coppa d'Asia 2007                                                 | -                                                                       |                                                                         |
| 1-6-2007                                                                | Shizuoka                                                                | Giappone                                                                | 2 – 0                                                                   | Montenegro                                                              | Amichevole                                                              | -                                                                       |                                                                         |
| Totale                                                                  |                                                                         | Presenze                                                                | 40                                                                      |                                                                         | Reti                                                                    | 0                                                                       |                                                                         |

## Palmarès
| anno | squadra    | titolo                         |
| ---- | ---------- | ------------------------------ |
| 2002 | Urawa Reds | Miglior giovane della J-League |
| 2003 | Urawa Reds | Migliori 11 della J-League     |
| 2003 | Urawa Reds | Coppa di Giappone              |
| 2005 | Urawa Reds | Emperor's Cup                  |
| 2006 | Urawa Reds | J-League                       |
| 2006 | Urawa Reds | Emperor's Cup                  |
| 2006 | Urawa Reds | Supercoppa di Giappone         |
| 2007 | Urawa Reds | AFC Champions League           |

### Individuale
- J. League Cup Premio Nuovo Eroe: 1

2002
- Miglior giovane della J.League: 1

2002
- Premio Fair-Play del campionato giapponese: 1

2002